# Queeckhovenplein en omgeving
Queeckhovenplein en omgeving is een buurt in de wijk Noordwest in Utrecht. Hij wordt begrensd door de Burgemeester Norbruislaan, de Prins Bernhardlaan, het Nifterlakeplatsoen, het Muiderslotplantsoen en de rivier de Vecht. Omliggende buurten/subwijken zijn Zuilen-Noord, Prins Bernhardplein en omgeving en de Schaakbuurt. De buurt telde in 2023 1.175 inwoners.

## Bebouwing
Op het grondgebied van de voormalige gemeente Zuilen zijn einde jaren dertig middenstandswoningen gebouwd aan de J.M. de Muinck Keizerkade (de straatnaam is in 1949 gewijzigd in J.M. de Muinck Keizerlaan), de Prinses Beatrixlaan en de Prinses Irenelaan. In de tweede helft van de jaren vijftig - na de annexatie - is de buurt door de gemeente Utrecht volgebouwd met kwalitatief matige flats. De flats grenzend aan de Burgemeester Norbruislaan en de Muinck Keizerlaan zijn gesloopt en vervangen door nieuwbouw.

## Opgravingen
In 2019 zijn er in de buurt succesvolle opgravingen gedaan naar het cisterciënzers vrouwenklooster Mariëndaal.

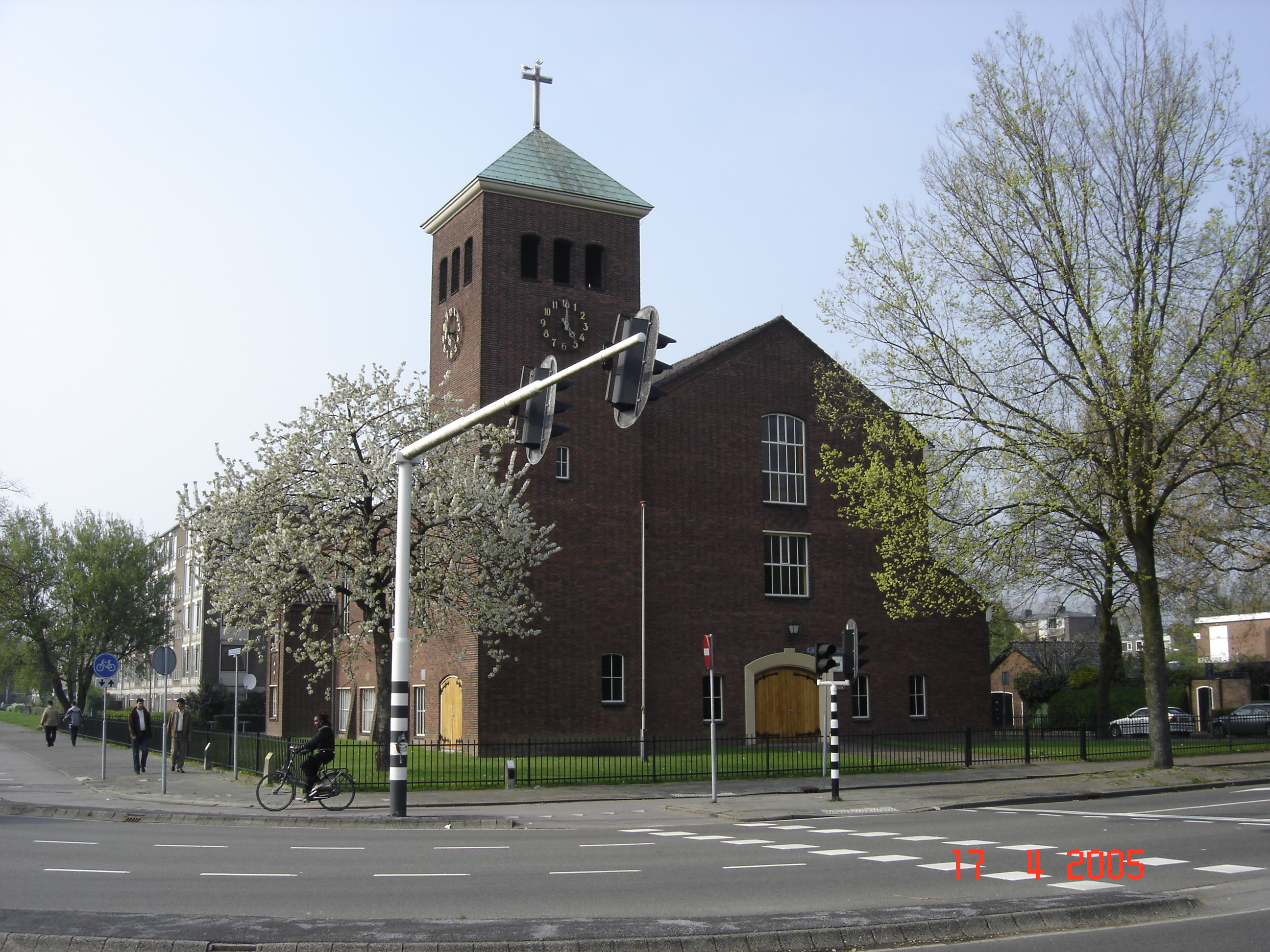
Bethelkerk

1. 1 2  Tabel: Bevolking; maandcijfers per gemeente en overige regionale indelingen, 1 januari 2023, Centraal Bureau voor de Statistiek, Voorburg/Heerlen
2. ↑  Archeologische vondsten Queeckhovenplein Utrecht.nieuws.nl

2e Daalsebuurt en omgeving · de Driehoek · Egelantierstraat, Mariëndaalstraat e.o. · Elinkwijk en omgeving · Geuzenwijk · Julianapark en omgeving · Loevenhoutsedijk en omgeving ·  Ondiep · Prins Bernhardplein en omgeving · Queeckhovenplein en omgeving · Schaakbuurt · Zuilen-Noord